# Prehnite
La prehnite è un minerale alluminosilicato di calcio idrato, facente parte della facies metamorfica prehnite-pumpellyte.
Fu descritta nel 1788 all'interno delle Doleriti del Karoo presso Cradock, nella Provincia del Capo Orientale, Sudafrica. Deve il suo nome al colonnello Hendrik Von Prehn (1733–1785), comandante delle forze coloniali dei Paesi Bassi presso il Capo di Buona Speranza dal 1768 al 1780.

## Abito cristallino
Cristalli tabulari o prismatici, aggregati reniformi, massivi o granulari, croste. La struttura cristallina della Prehnite è formata da tre strati di tetraedri, (SiAl)O4 uniti per gli spigoli, alternati ad uno strato di ottaedri dove l'alluminio è sostituito dal ferro trivalente (SiFe3+)O4.

## Origine e giacitura

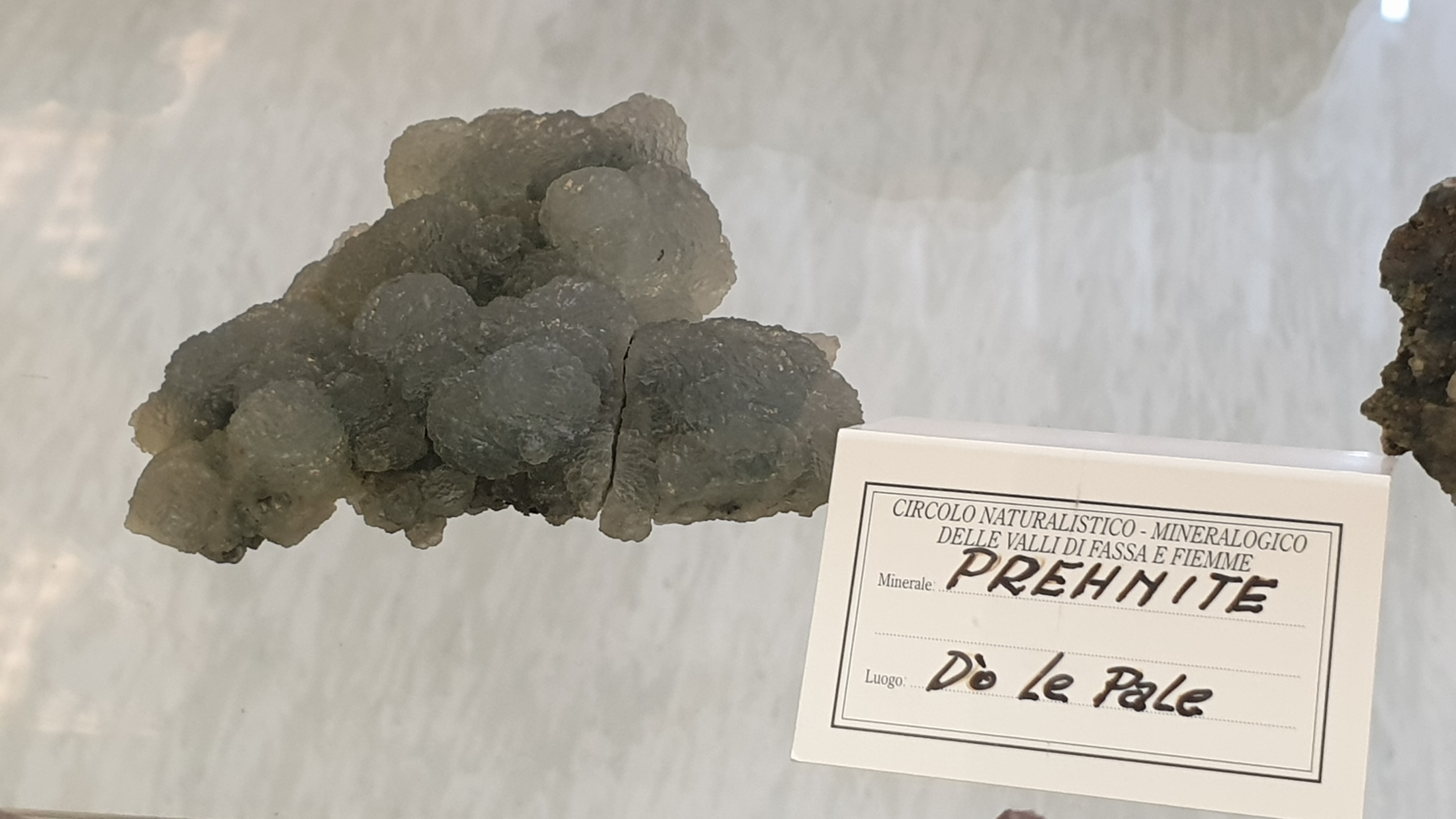
Esemplare di Prehnite rinvenuto in località Dò le Pale ed esposto alla mostra mineralogica in collaborazione con il Circolo Mineralogico di Fassa e Fiemme presso la Ciasa de noscia jent in Piaza Deodat de Dolomieu (Pozza di Fassa)

La prehnite si forma principalmente come minerale secondario o idrotermale in cavità all'interno di rocce ignee basiche (spesso in associazione con zeoliti). Si ritrova all'interno di rodingiti incluse nei basalti o nei gabbri tettonicamente inclusi nelle serpentiniti della serie ofiolitica come il risultato di metasomatismo. Un'altra occorrenza tipica è nella zona di contatto tra serpentiniti fratturate e gabbri o basalti relativamente non alterati, in associazione con anfiboli actinolitici, clorite ed idrogrossularia.
La Prehnite si forma in zone di subduzione di crosta oceanica a pressioni di 0,2-0,6 GPa e 200-300 °C.
La prehnite si trova in Germania (Haslach, Harzburg e Oberstein), Francia, Marocco, India, Sud Africa e USA (New Jersey, Connecticut, Virginia e Pennsylvania).

## Altre caratteristiche e utilizzo
La Prehnite è un fillosilicato, ha le superfici di sfaldatura curve. I suoi utilizzi sono limitati al collezionismo mineralogico (spesso in graziose associazioni mineralogiche) ed in campo ornamentale; inoltre, per tutti coloro che ci credono, la prehnite ha poteri spirituali, aiuta a sognare il futuro se viene messa vicino al letto prima di addormentarsi. Osservando colore, abito ed associazione è quasi impossibile non diagnosticare la prehnite, un minerale che non lascia un ricordo indelebile in chi l'osserva, ma che alla lunga risulta un piacevole campione da tenere in collezione.